# Sorte Volta
Sorte Volta, Volta noire eller Mouhoun (engelsk: Black Volta) er en 1.352 km lang flod, der løber gennem Burkina Faso til Hvide Volta i Dagbon, Ghana, i den øvre ende af Voltasøen. Kilden til Sorte Volta er i Cascades-regionen i Burkina Faso, tæt på Mount Tenakourou, der er det højeste punkt i landet. Længere nedstrøms er den en del af grænsen mellem Ghana og Burkina Faso, og senere mellem Elfenbenskysten og Ghana. I Ghana markerer den grænsen mellem regionerne Savannah og Bono. Vandkraftværket Bui Dam er bygget på floden, lige syd for Bui nationalpark, som floden løber gennem.